# The Promise (Girls Aloud)
The Promise è il primo singolo estratto dal quinto album di inediti del gruppo musicale pop britannico Girls Aloud, Out of Control.
Il singolo è stato pubblicato il 20 ottobre 2008 dall'etichetta discografica Fascination ma era già stato presentato sull'emittente radiofonica BBC Radio 1 il 14 settembre precedente. Ha riscosso un ottimo successo in Gran Bretagna, dove ha raggiunto la prima posizione della classifica britannica, risultato ottenuto in precedenza dai singoli Sound of the Underground (2002), I'll Stand by You (2004) e Walk This Way (2007).
La canzone è stata scritta da Miranda Cooper, Brian Higgins, Carla Marie Williams, Jason Resch e Kieran Jones ed è stata prodotta, come di consueto per le canzoni del gruppo, da Brian Higgins e gli Xenomania. Nel singolo erano anche contenute, distribuite tra le diverse versioni del singolo, diverse b-side: la canzone She e una versione live di Girl Overboard, traccia contenuta nell'album precedente, Tangled Up.

## Tracce
UK CD (Fascination / 1788035)
1. The Promise — 3:46
2. She (Cooper, Higgins, Lisa Cowling, Tim Larcombe, Shawn Lee, Paul Woods) — 3:24

UK 7" picture disc (Fascination)
1. The Promise — 3:46
2. Girl Overboard (Live at The O2) — 4:31

iTunes Exclusive digital download
1. The Promise — 3:44
2. The Promise (Jason Nevins Remix) — 6:51

## Classifiche
| Classifica (2008) | Posizione raggiunta |
| ----------------- | ------------------- |
| Regno Unito       | 1                   |
| Irlanda           | 2                   |